# William Henry Power
William Henry Power (Londra, 15 dicembre 1842 – Molesey, 28 luglio 1916) è stato un medico britannico.
Chief Medical Officer in Inghilterra dal 1900 al 1906, fu insignito della medaglia Buchanan nel 1907.